# Karibpalmseglare
Karibpalmseglare (Tachornis phoenicobia) är en fågel i familjen seglare. Den häckar i Karibien på Kuba, Hispaniola och Jamaica med intilliggande öar, där den är vanligt förekommande.

## Utseende och läte
Karibpalmseglaren är en liten (9–11 cm) seglare med tydligt kluven stjärt. På ovansidan är den mestadels svart, med ett vitt band på övergumpen. Undersidan är vit med ett smalt svart bröstband och svarta undre stjärttäckare. Jämfört med andra palmseglare i Tachornis är stjärten inte lika lång och mindre kluven. Lätet beskrivs som ett konstant svagt och ljust kvitter.

## Utbredning och systematik
Karibpalmseglare delas in i två underarter med följande utbredning:
- Tachornis phoenicobia iradii – Kuba och på Isla de la Juventud
- Tachornis phoenicobia phoenicobia – Jamaica, Hispaniola, Saona, Isla Beata och Ile a Vache

Den ses också sällsynt i Puerto Rico där den eventuellt häckar. Tillfälligt har den påträffats i Florida i USA.

## Levnadssätt
Karibpalmseglaren hittas i lågt liggande gräsmarker och ungskog. Den är mycket anspassningsbar och ses nära människan, även i stora städer, där den använder planterade kungspalmer för att häcka i. Liksom andra seglare tillbringar den mesta av tiden i luften på jakt efter insekter, ofta lågt nära marken. Flykten är då mycket snabb och fladdermuslik.
Arten häckar i små kolonier i palmträd som Roystonea, Sabal, Copernicia och Washingtonia Den har också noterats häcka i halmtak i uthus och intill klippväggar i små kustnära grottor. Boet är en hängande pung bestående av växtfibrer och fjädrar som hålls ihop av saliv. Däri lägger den två till fem vita ägg.

## Status
Arten har ett rätt stort utbredningsområde, beståndet anses stabilt och det föreligger inga substantiella hot mot arten. Internationella naturvårdsunionen IUCN listar den därför som livskraftig (LC). Beståndet har inte uppskattats, men den beskrivs som ganska vanlig.

## Taxonomi och namn
Karibpalmseglaren beskrevs för första gången som art 1847 av Philip Henry Gosse. Det vetenskapliga artnamnet phoenicobia betyder "palmlevande". På svenska har den även kallats karibisk palmseglare och karibisk dvärgseglare.